# Хай-Пойнт (округ Хернандо, Флорида)
Хай-Пойнт (англ. High Point) — статистически обособленная местность, расположенная в округе Хернандо (штат Флорида, США) с населением в 111.223 человека по статистическим данным переписи 2020 года.

## География
По данным Бюро переписи населения США статистически обособленная местность Хай-Пойнт имеет общую площадь в 7,51 квадратных километров, водных ресурсов в черте населённого пункта не имеется.

## Демография
По данным переписи населения 2000 года в Хай-Пойнт проживало 2973 человека, 944 семьи, насчитывалось 1514 домашних хозяйств и 1843 жилых дома. Средняя плотность населения составляла около 395,87 человека на один квадратный километр. Расовый состав населённого пункта распределился следующим образом: 98,45 % белых, 0,13 % — чёрных или афроамериканцев, 0,10 % — коренных американцев, 0,30 % — азиатов, 0,47 % — представителей смешанных рас, 0,54 % — других народностей. Испаноговорящие составили 2,25 % от всех жителей статистически обособленной местности.
Из 1514 домашних хозяйств в 10,3 % воспитывали детей в возрасте до 18 лет, 54,1 % представляли собой совместно проживающие супружеские пары, в 6,3 % семей женщины проживали без мужей, 37,6 % не имели семей. 34,5 % от общего числа семей на момент переписи жили самостоятельно, при этом 27,5 % составили одинокие пожилые люди в возрасте 65 лет и старше. Средний размер домашнего хозяйства составил 1,96 человек, а средний размер семьи — 2,44 человек.
Население статистически обособленной местности по возрастному диапазону по данным переписи 2000 года распределилось следующим образом: 10,9 % — жители младше 18 лет, 2,9 % — между 18 и 24 годами, 12,4 % — от 25 до 44 лет, 20,3 % — от 45 до 64 лет и 53,5 % — в возрасте 65 лет и старше. Средний возраст жителей составил 67 лет. На каждые 100 женщин в Хай-Пойнт приходилось 81,9 мужчин, при этом на каждые сто женщин 18 лет и старше приходилось 81,0 мужчин также старше 18 лет.
Средний доход на одно домашнее хозяйство статистически обособленной местности составил 25 434 доллара США, а средний доход на одну семью — 30 865 долларов. При этом мужчины имели средний доход в 27 955 долларов США в год против 23 588 долларов среднегодового дохода у женщин. Доход на душу населения статистически обособленной местности составил 25 434 доллара в год. 4,0 % от всего числа семей в населённом пункте и 7,4 % от всей численности населения находилось на момент переписи населения за чертой бедности, при этом 16,1 % из них были моложе 18 лет и 7,6 % — в возрасте 65 лет и старше.